# Ямайський пиріжок
Ямайський пиріжок — ямайська випічка, що містить різні начинки та спеції всередині листкового тіста, часто золотисто-жовтого кольору внаслідок додавання яєчного жовтка або куркуми. Ямайський пиріжок зазвичай несолодкий і з м'ясною начинкою. Як випливає з назви, поширений на Ямайці, його їдять також в інших регіонах Карибського моря, таких як Карибське узбережжя Нікарагуа та Коста-Рики. Традиційно наповнюють приправленим яловичим фаршем, але начинки можуть бути також з курятини, свинини, баранини, овочів, креветок, омарів, риби, сої, акі, овочевої суміші чи сиру. На Ямайці пиріжок часто їдять як повноцінний обід, зокрема у поєднанні з кокосовим хлібом. Однак здебільшого пиріжки для мешканців Ямайки є типовим снеком або закускою. Пиріжки бувають також невеликими, тоді їх називають коктейльними пиріжками.

## Приготування
Тісто замішують із борошна, солі, цукру, куркуми, вершкового масла (маргарину) або жиру, його загортають у харчову плівку, кладуть на деякий час у холодильник. Начинку готують із пасерованої цибулі, червоного болгарського перцю, бульйону, спецій та обсмаженого фаршу. Пиріжки ліплять розміром 10–15 см і запікають у духовці.

## Історія
Пиріжок з яловичиною — частина історії Ямайки, результат змішування корнуольських пиріжків та кмину від корнуольських іммігрантів, карі та каєнського перцю, привезених індійськими найманими працівниками й африканськими рабами.
Ямайці привезли рецепти пиріжків до США у 1960-х та 1970-х роках, коли багато людей іммігрували туди як санітари, доглядальниці та медсестри. Потім пиріжки з'явилися в ресторанах Нью-Йорку у районах з високою щільністю населення із Вест-Індії. Пиріжки популярні також у британських містах з великим населенням із Вест-Індії, зокрема Бірмінгемі, Манчестері та Лондоні. Вони також популярні в Канаді: в Торонто, Монреалі, Вашингтоні (округ Колумбія), та багатьох інших областях на північному сході Америки та в районі Великих озер Канади. У багатьох із цих районів вони доступні в продуктових магазинах і гастрономах. В останні роки ямайські м'ясні пиріжки готують і заморожують для продажу у Великій Британії, Канаді та США. У багатьох районах Канади та США ямайські пиріжки з яловичини тепер доступні в піцеріях і ресторанах з напівфабрикатами, а також у супермаркетах.